# Ver Sacrum
Ver Sacrum mit wechselndem, anfänglichem Zusatz Organ der Vereinigung bildender Künstler Österreichs war eine von der Wiener Secession herausgegebene Kunst- und Literaturzeitschrift, die von 1898 bis 1903 in Wien erschien.

## Geschichte

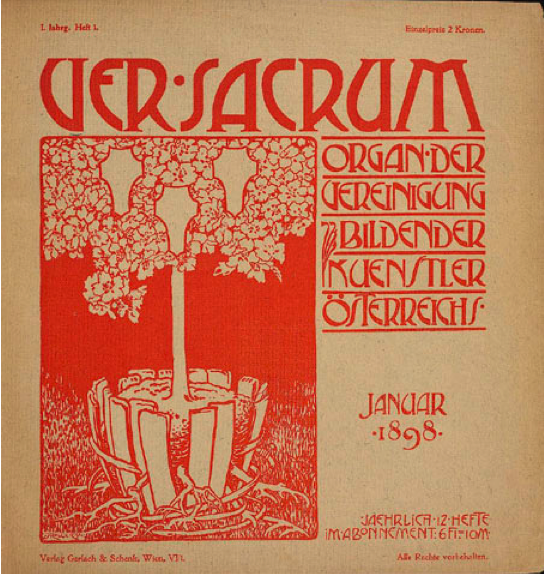
Cover von Heft Nr. 1, 1898

Mit ihren sechs Jahrgängen (1898–1903) gilt die Zeitschrift Ver Sacrum (lateinisch für „heiliger Frühling“), offizielles Organ der Vereinigung bildender Künstler Österreichs, als aufschlussreichster und künstlerisch anspruchsvollster Begleiter durch die frühe Geschichte der Wiener Secession.
Ver Sacrum bot, wie viele internationale Zeitschriften, die um 1900 der Vermittlung und Verbreitung der neuen Kunst gewidmet waren, eine reiche Palette an Informationen, ergänzt durch eine Fülle an Illustrationen und Buchschmuckbeiträgen. Ver Sacrum ist jedoch einmalig aufgrund des nahezu quadratischen Formats. Für die Gestaltung der Zeitschrift waren ständig wechselnde Arbeitsteams verantwortlich.

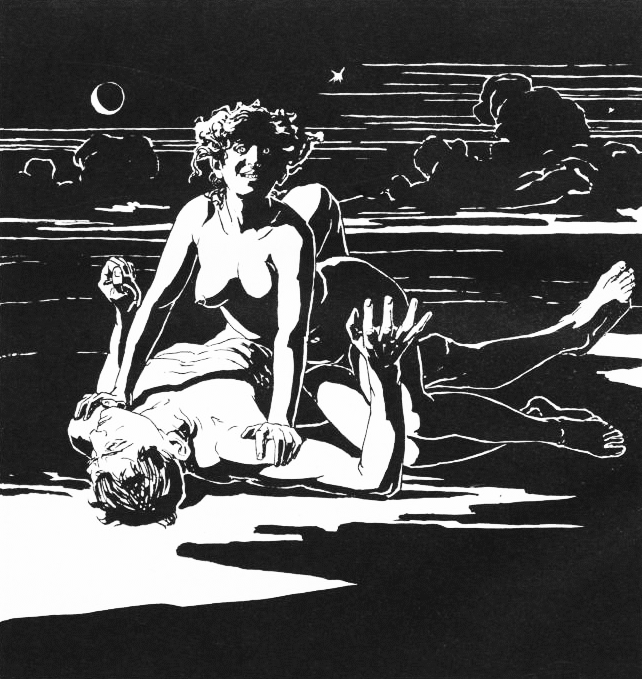
Ernst Stöhrs Vampir als Teil seiner 1899 in Ver Sacrum erschienenen Zeichnungen und Gedichte

Das erste Heft, das im Januar 1898 erschien, veröffentlichte Texte von Hermann Bahr, Alfred Roller und Max Burckhard. Das symbolträchtige Umschlagmotiv stammt vom Hauptredakteur Alfred Roller: Die Wurzeln eines blühenden Bäumchens, das in den Blattwerk drei unbedruckte Wappenschilde für die Bereiche Architektur, Malerei und Skulptur trägt, sprengen die Dauben eines zu eng gewordenen hölzernen Pflanzkübels und beginnen, im Erdreich zu wurzeln (siehe Cover rechts). Frühlingsstimmung vermitteln die tanzenden oder verträumten Frauengestalten, die blühenden Bäume und die florale Ornamentik von Koloman Moser, Josef Hoffmann, Joseph Maria Olbrich, Maximilian Lenz und anderen. Ebenso Gustav Klimt, der sich kurze Zeit als Buchschmuck-Künstler betätigte. Adolf Hölzel veröffentlichte seinen programmatischen Aufsatz Über Formen und Massenverteilung im Jahr 1901 im 15. Heft. Einen bedeutenden Schritt zur Ungegenständlichkeit setzte auch Ernst Stöhr, der im letzten Ver-Sacrum-Heft von 1899 die symbolistische Komponente vertrat.
Ab 1900 trat der Informationswert stärker in den Vordergrund. Ab dem dritten Jahrgang erschien die Zeitschrift zweimal anstatt einmal im Monat, jedoch in kleinerer Auflage.
Mit der Ankündigung einer „zwanglosen Folge von Veröffentlichungen“ und einem Rückblick auf die sechsjährige Editionsgeschichte wurde die regelmäßige Veröffentlichung, nachdem sie „ihren Zweck erfüllt“ hatte, Ende 1903 eingestellt.